# أحمد أمنتاك
أحمد أمنتاك أو الرايس الحاج أحمد أمنتاك (1927 – 24 نوفمبر 2015) كان شاعرًا ومغنيًا وكاتبًا مغربيًا بتشلحيت.

## مسيرته
ولد أحمد أمنتاك في قرية منتاكا قرب مدينة تارودانت. ولذلك أخذ اسمه الفني أمنتاك والذي يعني «من منتاكا» في تشلحيت. 
بعد أن ترك المدرسة القرانية في تارودانت في سن السابعة عشر، انضم إلى مجموعة موسيقية حيث كان يعزف على الرباب. قرر بعد بضع سنوات تأسيس مجموعته الخاصة وعاصر الكثير من الروايس المشهورين مثل الحاج بلعيد وعمر وهروش ومحمد البنسير (الدمسيري).
كان من أشهر الروايس خلال خمسينيات القرن الماضي وقام بجولات فنية في فرنسا وألمانيا وبلجيكا. كما قام بأول تسجيل موسيقي له في أواخر الستينيات في باريس.

## أعماله
قام أحمد أمنتاك بتأليف العديد من القصائد والأغاني الشهيرة مثل:
- بو سالم
- بو شاهوا
- إيميك ايكا زين

تم تخصيص المهرجان الوطني لفن الروايس في عام 2017 لأحمد أمنتاك بعد مساهماته في الفن الموسيقي للطرق.

## وفاته
مرض أحمد أمنتاك خلال سنواته الأخيرة وتوفي يوم الثلاثاء 24 نوفمبر 2015 في الدشيرة الجهادية في المغرب.

## روابط خارجية
- تقرير إخباري عن أحمد أمنتاك في القناة الثانية المغربية